# Джеймс, Сид

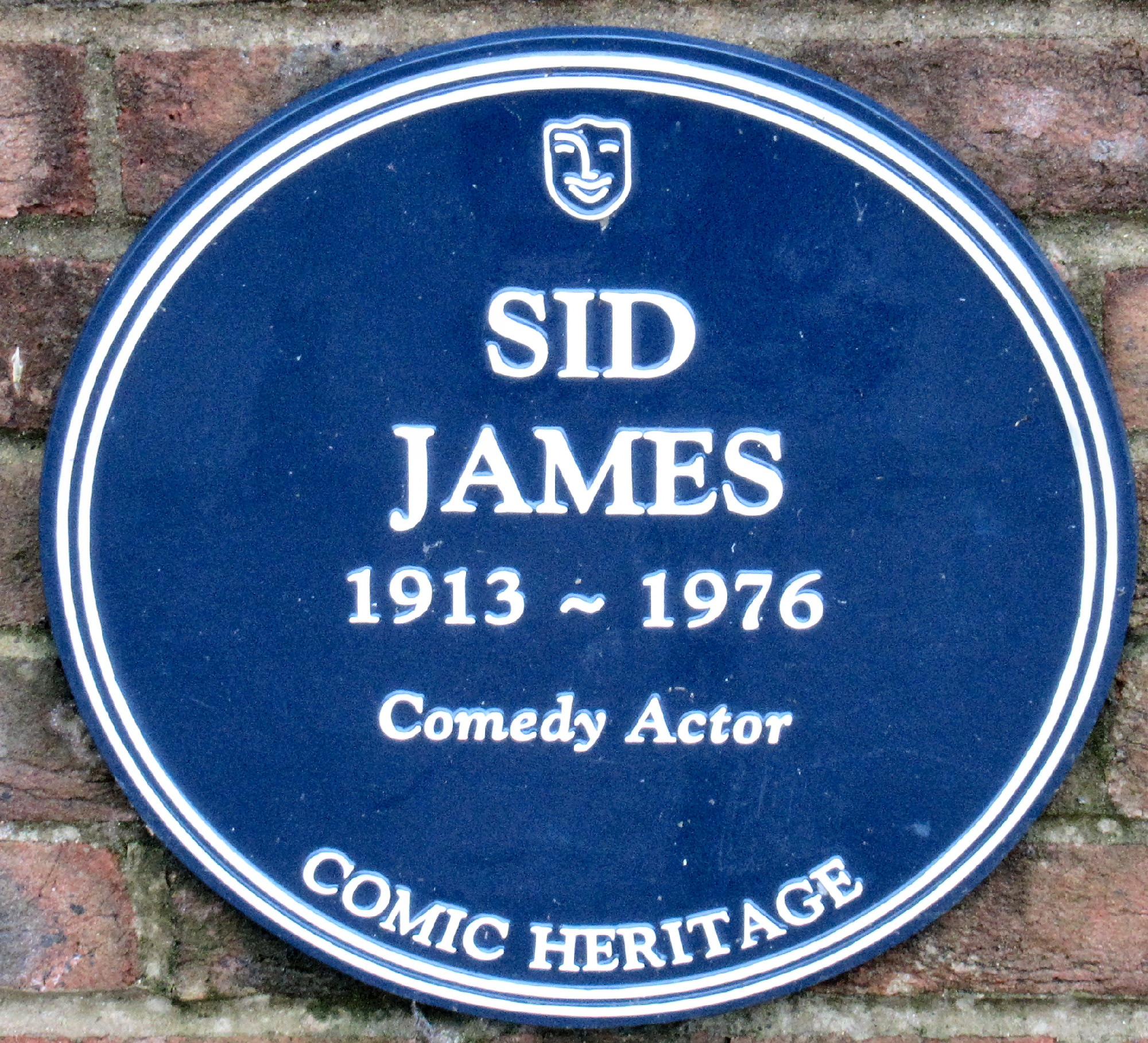
Синяя табличка Сида Джеймса

Сид Джеймс (англ. Sid James; 8 мая 1913, Хиллброу, Трансвааль — 26 апреля 1976, Сандерленд, Тайн-энд-Уир) — английский актёр радио, театра, кино и телевидения, комик. Наиболее известен зрителям ролью Сидни Балморала Джеймса в сериале «Полчаса Хэнкока» (1956—1960), ролями во франшизе «Так держать…» (другой перевод «Держись…», разные роли, 1960—1975), ролью Сида Эбботта в сериале «Благослови этот дом» (1971—1976).

## Биография
Соломон Джоэль Коэн (настоящее имя актёра) родился 8 мая 1913 года в районе Хиллброу города Йоханнесбург (Южно-Африканский Союз) в еврейской семье. Повзрослев, он поменял своё имя на Сидни Джоэль Коэн, а затем на Сидни Джеймс. В Южной Африке будущий актёр работал обычным парикмахером в Крунстаде, хотя утверждал, что был резчиком алмазов, репетитором танцев и боксёром. Именно в парикмахерском салоне он и познакомился со своей будущей первой женой. В 1936 году они с Берти поженились, в следующем году у них родилась дочь, и тесть Джеймса, бизнесмен Джозеф Делмонт, купил зятю парикмахерскую, где тот работал. Впрочем, уже меньше чем через год Сид заявил, что решил стать актёром, бросил парикмахерское дело, вступил в труппу, а затем устроился на работу в радио-компанию South African Broadcasting Corporation. В 1940 году последовал первый развод Джеймса.
Во время Второй мировой войны Джеймс служил в звании лейтенанта в «развлекательной роте». Сразу же после окончания войны, в 1945 году Джеймс, скопив достаточно денег, уехал в Великобританию.
Впервые на экране Сид Джеймс появился в 1947 году в фильме «Чёрная память» и в дальнейшем продолжил регулярно сниматься: за 29 лет своей кино-карьеры Джеймс появился в почти полутора сотнях фильмов и сериалов.
Сид Джеймс скончался 26 апреля 1976 года, не дожив двух недель до своего 63-го дня рождения, в английском Сандерленде. В театре Сандерленд Эмпайр во время исполнения роли в постановке The Mating Game с ним случился сердечный приступ, он срочно был доставлен в больницу, где через час скончался. Его тело было кремировано, а прах захоронен в крематории Голдерс-Грин.

### Личная жизнь
В жизни Сида Джеймса было много женщин, в частности, известно о его отношениях с известной актрисой Барбарой Виндзор на протяжении более десяти лет. Официальные браки:
- 12 августа 1936 — 1940, развод. Берти Сэди Делмонт, дочь бизнесмена. От брака осталась дочь Элизабет (1937).
- 1943 — 17 августа 1952, развод. Мег Уильямс (Сергей; род. 1913), танцовщица. От брака осталась дочь Рейна (род. 1947, писательница)[10].
- 21 августа 1952 — 26 апреля 1976, смерть актёра. Валери Элизабет Пэтси Ассан (Эштон; род. 1928), актриса[11]. От брака остались сын Стив[12] и дочь Сью[13].

## Избранная фильмография
Основная статья: Фильмография Сида Джеймса

### Широкий экран
- 1947 — Чёрная память[англ.] / Black Memory — Эдди Клинтон
- 1947 — Человек октября / The October Man — мужчина, пересекающий железнодорожный мост (в титрах не указан)
- 1947 — В воскресенье всегда идёт дождь / It Always Rains on Sunday — главарь банды (в титрах не указан)
- 1947 — Ночной ритм[англ.] / Night Beat — Никсон
- 1948 — Нет орхидей для мисс Блэндиш[англ.] / No Orchids for Miss Blandish — Тед (в титрах не указан)
- 1949 — Маленькая задняя комната[англ.] / The Small Back Room — «Накси» Моран, хозяин бара
- 1949 — Дай нам этот день[англ.] / Give Us This Day — Мардин
- 1949 — Человек в чёрном[англ.] / The Man in Black — Генри Клаверинг / Ходсон
- 1950 — Последний выходной[англ.] / Last Holiday — Джо Кларенс
- 1951 — Банда с Лавендер Хилл / The Lavender Hill Mob — Лэкери Вуд
- 1951 — Леди Годива снова в седле[англ.] / Lady Godiva Rides Again — Лью Бисон
- 1951 — Оставшийся в тени[англ.] / The Magic Box — сержант в кладовой
- 1952 — Я верю в тебя[англ.] / I Believe in You — сержант Боди
- 1952 — Экстренный вызов[англ.] / Emergency Call — Дэнни Маркс
- 1952 — Прошу вас, джентльмены, скорее![англ.] / Time Gentlemen, Please! — Эрик Хейс
- 1952 — Дарёный конь[англ.] / Gift Horse — Нед Харди, хозяин публичного дома «Золотой бык»
- 1952 — Венецианская птица / Venetian Bird — Бернардо
- 1952 — Мисс Робин Губ[англ.] / Miss Robin Hood — Сидни
- 1953 — Парень с дубинкой[англ.] / Cosh Boy — сержант полиции
- 1953 — Жёлтый воздушный шарик[англ.] / The Yellow Balloon — мужчина с тележкой
- 1953 — Молния Титфилда[англ.] / The Titfield Thunderbolt — Хокинс
- 1953 — Квадратное кольцо[англ.] / The Square Ring — Адамс
- 1953 — Кто-нибудь из джентльменов соизволит..?[англ.] / Will Any Gentleman...? — мистер Хобсон
- 1953 — Парк Плаза 605[англ.] / Park Plaza 605 — суперинтендант Уильямс
- 1954 — Слабый и грешный[англ.] / The Weak and the Wicked — Сид Баден
- 1954 — Дом через озеро[англ.] / The House Across the Lake — Беверли Форрест
- 1954 — Радужный костюм[англ.] / The Rainbow Jacket — Гарри
- 1954 — Отец Браун / Father Brown — Берт Паркинсон
- 1954 — Чайки над Сорренто[англ.] / Seagulls Over Sorrento — моряк Чарли Бэджер
- 1954 — И в горе, и в радости[англ.] / For Better, for Worse — мастер
- 1954 — Красотки из Сент-Тринианс[англ.] / The Belles of St Trinian's — Бенни
- 1954 — Насыщенный день[англ.] / The Crowded Day — ночной дозорный
- 1954 — Тётя Клара[англ.] / Aunt Clara — Честный Сид
- 1955 — Из облаков[англ.] / Out of the Clouds — картёжник
- 1955 — Козлёнок за два гроша[англ.] / A Kid for Two Farthings — Айс Берг
- 1955 — Приказ есть приказ[англ.] / Orders Are Orders — Эд Уаггермейер
- 1955 — Джон и Джули[англ.] / John and Julie — мистер Притчетт
- 1955 — Глубокое синее море / The Deep Blue Sea — мужчина у бара
- 1955 — Джо Макбет / Joe MacBeth — Бэнки
- 1956 — Рэмсботтом снова в седле[англ.] / Ramsbottom Rides Again — Чёрный Джейк
- 1956 — Трапеция / Trapeze — заклинатель змей
- 1956 — Железная нижняя юбка[англ.] / The Iron Petticoat — Пол
- 1956 — Моральное разложение[англ.] / Dry Rot — Флэш Гарри
- 1957 — Интерпол[англ.] / Interpol — Джо, бармен
- 1957 — Самое маленькое представление на свете[англ.] / The Smallest Show on Earth — мистер Хогг
- 1957 — Куотермасс 2 / Quatermass 2 — Джимми Холл
- 1957 — Ширали[англ.] / The Shiralee — Люк Суини
- 1957 — Адские водители[англ.] / Hell Drivers — Дасти
- 1957 — История Эстер Костелло / The Story of Esther Costello — Райан
- 1957 — Королевство Кэмпбелла[англ.] / Campbell's Kingdom — Тим
- 1957 — Король в Нью-Йорке / A King in New York — Джонсон, рекламщик на ТВ
- 1958 — Молчаливый враг[англ.] / The Silent Enemy — офицер Торп
- 1958 — Другое время, другое место[англ.] / Another Time, Another Place — Джейк Клейн
- 1958 — Подставное лицо[англ.] / The Man Inside — Франклин
- 1958 — Я был Монти Вторым[англ.] / I Was Monty's Double — портье YMCA
- 1958 — Шериф со сломанной челюстью[англ.] / The Sheriff of Fractured Jaw — пьяница
- 1959 — Сплошное враньё[англ.] / Too Many Crooks — Сид
- 1959 — 39 шагов[англ.] / The 39 Steps — Перс
- 1959 — Вверх и вниз по лестнице[англ.] / Upstairs and Downstairs — П. К. Эдвардс
- 1959 — Томми-тореадор[англ.] / Tommy the Toreador — Кадина
- 1960 — Так держать, констебль![англ.] / Carry On Constable — сержант Фрэн Уилкинс
- 1960 — Чистый ад Сент-Тринианс[англ.] / The Pure Hell of St Trinian's — Альфонс О`Рейли
- 1961 — Так держать, несмотря ни на что![англ.] / Carry On Regardless — Берт Хэнди
- 1961 — Уикенд с Лулу[англ.] / A Weekend with Lulu — человек в кафе
- 1961 — Зелёный шлем[англ.] / The Green Helmet — Ричи Лаундер
- 1961 — Два спальных места[англ.] / Double Bunk — Сид
- 1961 — Какое надувательство![англ.] / What a Carve Up! — Сид Батлер
- 1962 — Так держать, продолжаем круиз![англ.] / Carry On Cruising — капитан Веллингтон Краутер
- 1963 — Так держать, таксист![англ.] / Carry On Cabby — Чарли Хокинс
- 1964 — Так держать, Клео![англ.] / Carry On Cleo — Марк Антоний
- 1965 — Так держать, ковбой![англ.] / Carry On Cowboy — Джонни Фингер, Малыш Румпо
- 1966 — Где свистят пули[англ.] / Where the Bullets Fly — сотрудник морга
- 1966 — Так держать, головы не терять![англ.] / Don't Lose Your Head — сэр Родни Ффинг / Чёрный Ноготь
- 1967 — Так держать, доктор![англ.] / Carry On Doctor — Чарли Ропер
- 1968 — Так держать, вверх по Хайберу![англ.] / Carry On Up the Khyber — сэр Сидни Рафф-Даймонд
- 1969 — Так держать, на природу, отдыхать![англ.] / Carry On Camping — Сид Буггл
- 1969 — Снова нужен доктор[англ.] / Carry On Again Doctor — Глэдстоун Скрюэр
- 1970 — Так держать… Сквозь джунгли[англ.] / Carry On Up the Jungle — Билл Буси
- 1970 — Так держать, влюблённые![англ.] / Carry On Loving — Сидни Блисс
- 1971 — Так держать, Генри![англ.] / Carry On Henry — Генрих VIII
- 1971 — Продолжите, когда вам будет удобно[англ.] / Carry On at Your Convenience — Сид Пламмер
- 1972 — Так держать, кастелянша![англ.] / Carry On Matron — Сид Картер
- 1972 — Благослови этот дом[англ.] / Bless This House — Сид Эбботт
- 1972 — Так держать, за рубеж![англ.] / Carry On Abroad — Вик Флэндж
- 1973 — Так держать, девочки![англ.] / Carry On Girls — Сидни Скрипач
- 1974 — Так держать, Дик![англ.] / Carry On Dick — Большой Дик Тарпин / Преподобный Флешер

### Телевидение
- 1956—1960 — Полчаса Хэнкока[англ.] / Hancock's Half Hour — Сидни Балморал Джеймс (в 55 эпизодах)
- 1966—1968 — Джордж и дракон[англ.] / George and the Dragon — Джордж Расселл (в 26 эпизодах)
- 1971—1976 — Благослови этот дом[англ.] / Bless This House — Сид Эбботт (в 65 эпизодах)
- 1975 — Продолжаем смеяться[англ.] / Carry On Laughing — разные роли (в 4 эпизодах)